# خطای دید ابینگ هاوس
خطای دید ابینگ هاوس (انگلیسی: Ebbinghaus illusion) نوعی خطای حسی بصری در ادراک اندازه نسبی بزرگی یا کوچکی یک شکل در تناسب با زمینه آن است. این پدیده اولین بار توسط یک روان‌شناس آلمانی به نام هرمان ابینگ هاوس، به صورت رسمی توصیف شد؛ و به همین دلیل، نام وی بر آن باقی ماند. با این حال از آن جایی که در کشورهای انگلیسی زبان، این خطای دید، نخست توسط ادوارد بردفورد تیچنر در یک کتاب درسی، چاپ سال ۱۹۰۱م، معرفی شد، به نام خطای دید تیچنر نیز شناخته می‌شود.

رایج‌ترین نسخه از این خطای دید، یا فریب درک، از دو دایره برابر و در معرض دید تشکیل شده، به گونه ای که یکی از آنها توسط دایره‌های کوچک و دیگری توسط دایره‌های بزرگ، مانند گلبرگ‌های یک گل احاطه شده‌است. در دید ناظر، دایره مرکزی در بین دایره‌های بزرگ، کوچکتر؛ و دایره مرکزی در بین دایره‌های کوچک، بزرگتر جلوه می‌کند.

مطالعات بعدی نشان داد که علاوه بر اندازه دایره‌های پیرامون، دو عامل دیگر نیز در ایجاد این خطا نقش دارند. این دو، یکی فاصله دایره‌های پیرامون از دایره مرکزی؛ و دیگری کامل بودن حلقه ای است که دایره‌های پیرامون در گرد دایره مرکزی تشکیل می‌دهند. از این منظر این پدیده، شباهت زیای به خطای دید دلبوف دارد و تابع همان ضوابط است. به این معنی که صرف نظر از اندازه دایره‌های پیرامون، هر چه فاصله دایره‌های پیرامون از دایره مرکزی کمتر باشد، دایره مرکزی بزرگتر می‌نماید؛ و برعکس دور بودن دایره  های پیرامون، باعث کوچک نمایی دایره مرکزی می‌شود. با این حال اندازه دایره‌های پیرامون، در عمل میزان نزدیکی به دایره مرکزی را محدود می‌کند، به این معنی که برای رسم دایره‌های بزرگتر در گرد دایره مرکزی نیاز به یک حداقل نسبی فاصله است.